# دجاج مارنس
دجاج مارانس أو ماروندي أو مارونديز، (بالفرنسية: Poule de Marans)، سلالة من الدجاج من بلدة مارنس الساحلية، في منطقة Nouvelle-Aquitaine في وسط غرب فرنسا.  ظهرت السلالة مع الدجاج البري المحلي، مع ادماج سلالات من دجاج المصارعة المستقدمة من اندونيسيا والهند.
تم تحسين طيور مارونديز الأصلية من خلال إعادة التزويج مع Croad Langshans المستورد.
وهي سلالة ذات شكل جميل يمكن أن تستعمل كدجاج مزارع الزينة، وهو سلالة ثلاثية الغرض من التربية، للبيض واللحم والمنظر الجميل (الزينة)، يتميز بيضها بلون غامق، ولحمها ذو جـودة عالية إذا ما ربيت في مزارع طبيعية.

## إنتاجها في المزرعة

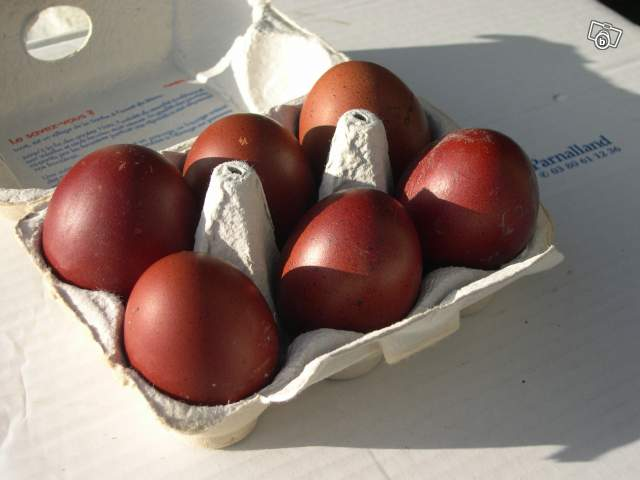
بيض دجاجة ماروندي ذات لون بني غامق

تنتج دجاجة ماروندي حوالي 150-200 بيضة بنية داكنة كل عام حسب الظروف والتغذية.  الماروندي هو دجاج يربى «ثلاثي الغرض» من التربية في المزرعة: الزينة لمظهره الجميل، والبيض واللحوم.